# Colonización europea de Chiloé (1895)
La colonización europea de Chiloé es el proceso mediante el cual el Estado chileno promovió el asentamiento de colonos extranjeros en la provincia de Chiloé entre 1895 y 1897. Coexistió con el proceso de colonización europea de La Araucanía, y al igual que aquel, fue inspirado por la colonización alemana de Valdivia, Osorno y Llanquihue.
Durante dicho periodo arribaron al puerto de Ancud más de 300 familias de una quincena de nacionalidades europeas, sin embargo, el proceso no logró los resultados esperados en términos de conformación de colonias sustentables en el tiempo, debido a la baja aptitud agropecuaria de los colonos, así como el aislamiento y las características geográficas y climáticas de Chiloé, que hicieron inviables la actividad de estos asentamientos. La mayoría de los inmigrantes se trasladó a la capital provincial de Ancud, o bien a la vecina provincia de Llanquihue.

## Antecedentes

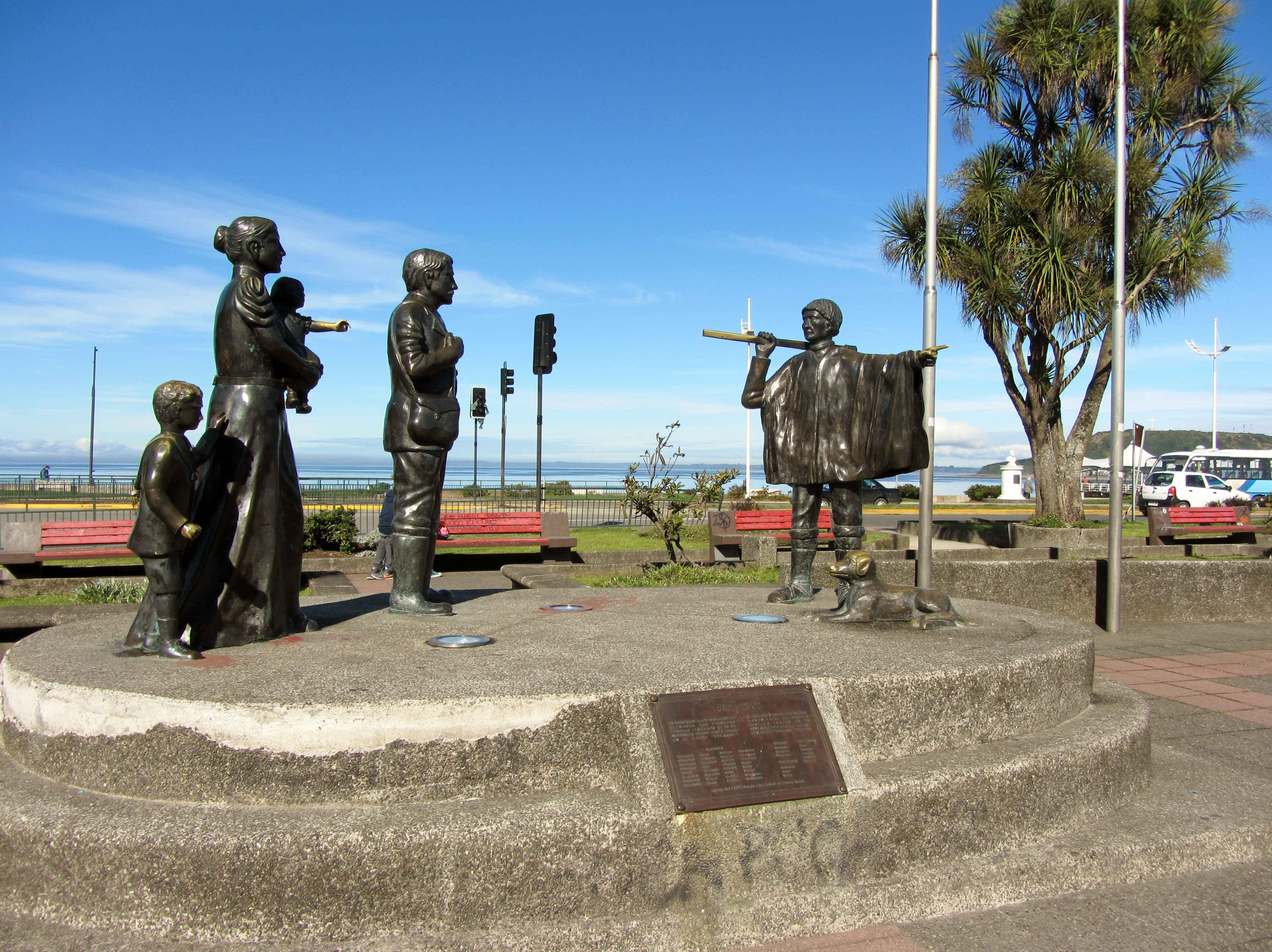
Monumento a la Colonización Alemana de la Provincia de Llanquihue en Puerto Montt

El Archipiélago de Chiloé es considerado como el último reducto del Imperio español en el país y en América del Sur, cuando fue finalmente anexado a la República de Chile con el Tratado de Tantauco, celebrado en 1826 y que puso término a la Conquista de Chiloé, como parte de la expansión territorial de Chile. Entre 1850 y 1875 se desarrolla una fuerte política por parte del Estado chileno para promover el asentamiento de colonos alemanes en los terrenos norcontinentales de la provincia de Chiloé, que hasta la década de 1840 habían pertenecido nominalmente a los departamentos de Carelmapu y Calbuco. Este proceso llevó en 1861 a la conformación de la provincia de Llanquihue como una entidad territorial aislada, con una importante actividad económica desarrollada por alemanes, y cuyos negocios alcanzaban también al archipiélago de Chiloé. Sin embargo, durante este periodo no existen iniciativas de ampliar la colonización a Chiloé insular.
A partir de la experiencia de la colonización de Llanquihue, así como al creciente arribo de extranjeros a tierras chilotas, a lo largo de la segunda mitad del siglo xix se suceden las observaciones de autoridades con respecto a la necesidad de iniciar un proceso de colonización con europeos en el archipiélago de Chiloé, tanto para efectos de fomentar la actividad económica, como también para actuar como influjo cultural al retraso que se atribuía a la población chilota.
Para hacer frente a la problemática de falta de vigilancia para velar por el orden público en la zona y evitar el bandolerismo, fue creado en 1895 por el Ejército de Chile el Cuerpo de Gendarmes de las Colonias, el cual tenía jurisdicción desde la Araucanía hasta Chiloé.

## La colonización

### Asentamiento y primeros años
En 1894 se inicia la búsqueda de colonos a través de la Agencia General de París (Francia) y el Consulado de Chile en Mendoza (Argentina). A diferencia del proceso de Llanquihue, este proceso consideró la formación de colonias constituidas por inmigrantes de distintas nacionalidades, de forma de facilitar su integración a la sociedad chilena y evitar la conformación de enclaves culturales cerrados, como se percibía por entonces la situación de los alemanes del lago Llanquihue.
El primer contingente de inmigrantes llegó en septiembre de 1895 a través del vapor Tolmes, y el segundo lo hizo en el vapor Osiris pocos días después. En total llegaron 1723 personas que componían 320 familias, en su mayoría alemanes, británicos, franceses, holandeses, españoles y belgas. Estos colonos eran recibidos en la capital provincial de Ancud, desde donde debían trasladarse posteriormente a una serie de terrenos rurales para la conformación de colonias de orientación agropecuaria.
| Nacionalidad                                   | N.º familias | N.º personas |
| Alemanes                                       | 82           | 461          |
| Argentinos                                     | 2            | 12           |
| Austriacos                                     | 5            | 38           |
| Belgas                                         | 20           | 107          |
| Brasileños                                     | 1            | 3            |
| Chilenos                                       | 2            | 7            |
| Españoles                                      | 28           | 125          |
| Franceses                                      | 48           | 218          |
| Neerlandeses (holandeses)                      | 31           | 218          |
| Ingleses, escoceses, irlandeses y australianos | 84           | 421          |
| Italianos                                      | 2            | 18           |
| Luxemburguenses                                | 2            | 13           |
| Polacos y rusos                                | 4            | 28           |
| Suecos                                         | 2            | 13           |
| Suizos                                         | 7            | 41           |
| Total                                          | 320          | 1723         |

Para asentarse, cada colono debía firmar un contrato con el Gobierno de Chile, consistente en cinco puntos:
1. Establecerse en la hijuela asignada y trabajarla durante al menos seis años.
2. Devolver el subsidio inicial del Estado en cinco cuotas anuales a partir del cuarto año luego de su asentamiento.
3. No vender los adelantos técnicos entregados por el Estado de Chile.
4. No vender el terreno entregado ni hacer promesas de venta.
5. Respetar el reglamento y las normas de la colonia.

De las 320 familias que llegaron al puerto de Ancud, 29 desertaron en la ciudad antes de ser destinadas a colonias, mientras que un importante número de colonos desertó gradualmente luego de su asentamiento. En 1899 se tenía registro de 965 colonos pertenecientes a 153 familias, incluyendo a 92 hijos de inmigrantes nacidos en Chiloé. En 1903 la cifra se había reducido a 637 personas pertenecientes a 125 familias, de las cuales 57 eran de origen alemán, siendo la nacionalidad más duradera de las colonias.
En términos de cantidad de personas asentadas, las principales colonias fueron las de Huillinco, Chacao, Mechaico y Quetalmahue. A ello se suman asentamientos menores en otras localidades, como Lajas Blancas y Pumanzano en las proximidades de Ancud, y las colonias de Queilen y Quellón en el sur de la Isla Grande. Durante este proceso también se realizó el asentamiento de una colonia en la provincia de Llanquihue, en torno al río El Gato. Estas colonias ocupaban para 1903 una superficie total de 11 200 hectáreas,
| Colonia     | Familias | Personas |
| ----------- | -------- | -------- |
| Chacao      | 10       | 48       |
| Huillinco   | 43       | 237      |
| Quetalmahue | 21       | 102      |
| Mechaico    | 17       | 88       |
| Queilen     | 12       | 55       |
| Quellón     | 8        | 25       |
| El Gato     | 14       | 82       |
| Total       | 125      | 637      |

### Últimos años y crisis de las colonias
La colonización de Chiloé, pese a inspirarse en la de Valdivia, Osorno y Llanquihue, no logró los resultados esperados en términos de conformación de colonias sustentables en el tiempo. Por el contrario, la diversidad cultural de las colonias, la baja aptitud agropecuaria de los colonos, así como el aislamiento y las características geográficas y climáticas de Chiloé, hicieron inviables la actividad de estos asentamientos. De esta manera, la mayoría de los inmigrantes se trasladó a la capital provincial de Ancud, o bien a la vecina provincia de Llanquihue.
A las dificultades culturales, los colonos también enfrentaron dificultades en su relación con la población chilota. A diferencia de la colonización de la provincia de Llanquihue, se ha señalado que los colonos de Chiloé habrían sido asentados en territorios considerados fiscales, pero ocupados como tierras comunes por la población local, lo que habría dado lugar a una serie de conflictos de propiedad entre ambos tipos de habitantes. Por otro lado, a nivel provincial se cuestionó que el Estado dedique cuantiosos recursos a asentar colonos que no habrían tenido mayor vocación agropecuaria que la propia población del archipiélago, criticando de esa forma la actitud discriminadora del Estado para con su propia población.
Pese al fracaso del proyecto colonizador del periodo 1895-1897, en años siguientes siguieron surgiendo iniciativas para asentar nuevos colonos, produciéndose el arribo de 40 personas a Queilen y Laitec en 1904, y otras 65 en 1906 a Terao (Chonchi). Estas iniciativas tuvieron igual fin que las anteriores, sin lograr la consolidación de colonias. No obstante, la idea de conformar colonias europeas subsistió hasta la década de 1940 en el imaginario de algunas autoridades locales.
Al margen del acotado influjo demográfico europeo en Chiloé, se ha señalado que la activación del proceso de colonización llevó a que en 1896 se declarasen aptas para la colonización amplias extensiones del sur de la Isla grande, históricamente pertenecientes a comunidades huilliches. En reacción a este proceso, en 1897 las comunidades afectadas acudieron a la Notaría y al Conservador de Bienes Raíces de Castro, para revalidar los derechos históricos que habían sido resguardados por el Imperio Español a través de títulos realengos. Este sería uno de los fundamentos, años después, para la organización del Consejo General de Caciques de Chiloé.

## En la cultura
En 1903 Alfred Weber publica su obra Chiloé: su estado actual, su colonización, su porvenir, dedicado a presentar la situación de las colonias europeas de Chiloé.
En 1938 aparece la novela Gente en la isla de Rubén Azócar, donde se menciona críticamente la incapacidad de los colonos por aclimatarse a la provincia, así como su posterior traslado a las ciudades portuarias para dedicarse al comercio.
En 1981 el escritor chilote Duncan Gilchrist, descendiente de inmigrantes escoceses, publica la novela Chiloé, paraíso de viento y lluvia, donde se relata el proceso de asentamiento de colonos europeos en Chiloé a finales del siglo xix.
Durante la primera década del siglo xxi se celebraba una muestra gastronómica, ganadera y costumbrista denominada «Las Colonias de Pumanzano», en Pumanzano, comuna de Ancud. 
De acuerdo a la lingüista Isadora Rojas, la consolidación de algunos grupos de colonos alemanes en Chiloé habría dado lugar a una variedad de idioma alemán conocida como chiloten deutsch, con características similares al lagunen deutsch de la provincia de Llanquihue.